# Exaile
Exaile es un reproductor de audio libre para el sistema operativo GNU/Linux, que intenta ser similar al reproductor Amarok 1.4 de KDE, pero basado en las bibliotecas gráficas GTK+ en lugar de Qt. Está escrito en el lenguaje de programación Python, usa la plataforma multimedia GStreamer para la reproducción de audio, y la biblioteca Mutagen para leer y escribir los metadatos de las canciones.
Hay un parche para hacer que Exaile funcione bajo Microsoft Windows, pero el porte oficial usando GTK+ y GStreamer bajo Windows está actualmente en desarrollo.

## Características
Exaile incorpora varias características similares a las de Amarok 1.4, incluyendo:
- Obtención automática de la portada del álbum.
- Manejo de extensas bibliotecas de música.
- Obtención de letras de las canciones.
- Información del artista y el álbum desde Wikipedia.
- Compatibilidad con Last.fm.
- Compatibilidad opcional con iPod (requiere python-gpod).
- Compatibilidad opcional con el compartimiento de música DAAP de iTunes.
- Posibilidad de ver y oír un directorio de navegación de un sitio web sin previa descarga, es decir, de un shoutcast.
- Listas de reproducción en pestañas.
- Puesta en la lista negra de las pistas de la biblioteca de música.